# ブローカ指数
ブローカ指数（ブローカしすう、Broca index）は、成人の標準体重を表す指数。以下の計算式で示される。
ブローカ指数 = 身長（cm）- 100
日本では、身長が高い人で標準体重としては大き過ぎる値をとるため、変法としてブローカ式桂変法がある。